# SYSTRAN
SYSTRAN（シストラン）は1968年にピーター・トーマ博士によって設立されたもっとも古い機械翻訳会社のひとつで、主要なその製品名でもある。同社はこれまでにアメリカ国防総省と欧州委員会に広く貢献している。
現在Yahoo!傘下にあるAltaVistaのBabel Fish、Windows Live Translatorなどに技術を提供したが、近年は独自の技術を用いたGoogle翻訳などが台頭している。
商用製品はWindows Mobileも含むWindows、Linux、SolarisなどのOS上で動作し、macOSのDashboard機能のウィジェットとしても用いられる。

## 対象言語
組み合わせの多くは、英語またはフランス語が翻訳元または翻訳先の言語となっている。

### 西ヨーロッパ
- カタルニア語
- デンマーク語
- オランダ語
- 英語
- フィンランド語
- フランス語
- ドイツ語
- ギリシャ語
- アイスランド語
- イタリア語
- ノルウェー語
- ポルトガル語
- スペイン語
- スウェーデン語
- ウェールズ語

### 東ヨーロッパ
- アルバニア語
- アルメニア語
- ブルガリア語
- クロアチア語
- チェコ語
- エストニア語
- グルジア語
- ハンガリー語
- ラトビア語
- リトアニア語
- ポーランド語
- ルーマニア語
- ロシア語
- セルビア語
- スロバキア語
- スロベニア語
- ウクライナ語

### アジア
- ベンガル語
- ビルマ語
- 中国語（繁体字）
- 中国語（簡体字）
- ヒンディー語
- インドネシア語
- アラビア語
- 日本語
- 韓国語
- マレー語
- パンジャブ語
- タガログ語
- タミル語
- タイ語
- ベトナム語

### 中東・アフリカ
- アラビア語
- ダリ語
- ペルシャ語
- ハウサ語
- ヘブライ語
- パシュト語
- ソマリア語
- スワヒリ語
- タジク語
- トルコ語
- ウルドゥー語

### アメリカ
- 英語（アメリカ）
- 英語（カナダ）
- フランス語（カナダ）
- ポルトガル語（ブラジル）
- スペイン語

## 歴史
1960年代中頃にALPACレポートが報告されたのちに資金提供は大幅に減少されたが、SYSTRANはジョージタウン機械翻訳運動に起源があることで、生き残った数少ない機械翻訳システムの一つであった。同社は冷戦の最中に、アメリカ空軍のためにロシア語を英語へ翻訳する取り組む目的で、カリフォルニア州サンディエゴ市ラホヤで設立された。オハイオ州ライトパターソン空軍基地のアメリカ空軍対外技術局 (en:Foreign Technology Division) 、後の国家航空宇宙情報センター（英語: The National Air and Space Intelligence Center）の援助下で、多数の科学的かつ技術的な文書がSYSTRANにより翻訳され、翻訳品質は通常で大まかではあるが内容を理解するに足るものであった。
同社は1986年にパリを拠点とするガショー家に買収され、現在フランスの証券取引所であるユーロネクストで株式が売買されている。現在はラ・デファンスのグランダルシュに主要なオフィスを構え、カリフォルニア州サンディエゴ市ラホヤのオフィスは今も第2のオフィスとして維持されている。2014年に韓国のCSLiが買収した。

### 過去の実績
- ロシア語から英語（1968年）
- 英語からロシア語（1973年）- アポロ・ソユーズテスト計画
- 欧州委員会のための英語資料（1975年）